# Liste der Kulturdenkmale in Dobernitz (Leisnig)
In der Liste der Kulturdenkmale in Dobernitz sind die Kulturdenkmale des Leisniger Ortsteils Dobernitz verzeichnet, die bis Mai 2023 vom Landesamt für Denkmalpflege Sachsen erfasst wurden (ohne archäologische Kulturdenkmale). Die Anmerkungen sind zu beachten.
Diese Aufzählung ist eine Teilmenge der Liste der Kulturdenkmale in Leisnig.

## Dobernitz
| Bild           | Bezeichnung | Lage                | Datierung | Beschreibung | ID       |
| -------------- | --- | ------------------- | --------- | --- | -------- |
| Weitere Bilder | Gut Haferkorn: Wohnhaus, Seitengebäude (mit Kumthalle), weiteres Seitengebäude und Reste einer Scheune eines Vierseithofes | Dobernitz 9 (Karte) | 1883      | Prächtige Hofanlage in gutem Originalzustand, repräsentatives Wohnhaus, ein Stallgebäude mit gut erhaltener Kumthalle, von bau- und sozialgeschichtlichem Wert. 1883 durch den Bauern Robert Haferkorn an bisher unbesiedeltem Standort errichteter Vierseithof. Nach 1998 denkmalgerechte Sanierung. Modernes, großzügig angelegtes Agrargut mit großen Stallungen und Lagerräumen. Das Wohnhaus erinnert in seiner Ausbildung an Herrenhäuser der Rittergüter. Zweigeschossiger Putzbau über rechteckigem Grundriss, abgeschlossen durch ein heute schiefergedecktes Walmdach. Horizontale Gliederung durch Gurtgesimse, Fenster eingefasst von Natursteingewänden. Auch die Wirtschaftsgebäude wurden massiv errichtet. Breitlagernde Gebäude mit Satteldachabschluss. Bemerkenswert der Pferdestall mit Mittelrisalit und Dreieckgiebel, dort dreijochige Kumthalle. Von der dem Herrenhaus gegenüberliegenden Scheune blieben die Umfassungswände erhalten, so dass das Erscheinungsbild der Vierseithofanlage gewahrt blieb. Heute wird das Gut für Tagungen und Seminare genutzt. Es bietet neben Tagungsräumen auch Übernachtungsmöglichkeiten. Das einstige Bauerngut ist ein moderner Agrarbetrieb des ausgehenden 19. Jahrhunderts, welcher durch die Fruchtbarkeit der „Lommatzscher Pflege“ ermöglicht wurde. Auch heute ist diese noch die „Kornkammer Sachsens“. Durch diese Güter wurden die bevölkerungsreichen Städte des Erzgebirges mit Landwirtschaftsgütern versorgt. Aus dieser Gegebenheit ergibt sich die große wirtschaftsgeschichtliche Bedeutung der Gutsanlage. Zugleich dokumentiert sie in exemplarischer Weise ländliches Bauhandwerk des ausgehenden 19. Jahrhunderts in der Lommatzscher Pflege. - Herrenhaus: zweigeschossiger Putzbau im Stil der Gründerzeit, Drempel, Walmdach, klassizistische Formensprache - Stall: zweigeschossiger Putzbau, Bruchstein im Erdgeschoss, im Obergeschoss Ziegel, Risalit mit Giebel und dreibogiger Kumthalle, Satteldach - Reste des zweiten Seitengebäudes: nur noch Erdgeschoss-Außenmauern (Bruchstein) erhalten | 09208095 |

## Tabellenlegende
- Bild: Bild des Kulturdenkmals, ggf. zusätzlich mit einem Link zu weiteren Fotos des Kulturdenkmals im Medienarchiv Wikimedia Commons. Wenn man auf das Kamerasymbol klickt, können Fotos zu Kulturdenkmalen aus dieser Liste hochgeladen werden:
- Bezeichnung: Denkmalgeschützte Objekte und ggf. Bauwerksname des Kulturdenkmals
- Lage: Straßenname und Hausnummer oder Flurstücknummer des Kulturdenkmals. Die Grundsortierung der Liste erfolgt nach dieser Adresse. Der Link (Karte) führt zu verschiedenen Kartendiensten mit der Position des Kulturdenkmals. Fehlt dieser Link, wurden die Koordinaten noch nicht eingetragen. Sind diese bekannt, können sie über ein Tool mit einer Kartenansicht einfach nachgetragen werden. In dieser Kartenansicht sind Kulturdenkmale ohne Koordinaten mit einem roten bzw. orangen Marker dargestellt und können durch Verschieben auf die richtige Position in der Karte mit Koordinaten versehen werden. Kulturdenkmale ohne Bild sind an einem blauen bzw. roten Marker erkennbar.
- Datierung: Baubeginn, Fertigstellung, Datum der Erstnennung oder grobe zeitliche Einordnung entsprechend des Eintrags in der sächsischen Denkmaldatenbank
- Beschreibung: Kurzcharakteristik des Kulturdenkmals entsprechend des Eintrags in der sächsischen Denkmaldatenbank, ggf. ergänzt durch die dort nur selten veröffentlichten Erfassungstexte oder zusätzliche Informationen
- ID: Vom Landesamt für Denkmalpflege Sachsen vergebene, das Kulturdenkmal eindeutig identifizierende Objekt-Nummer. Der Link führt zum PDF-Denkmaldokument des Landesamtes für Denkmalpflege Sachsen. Bei ehemaligen Kulturdenkmalen können die Objektnummern unbekannt sein und deshalb fehlen bzw. die Links von aus der Datenbank entfernten Objektnummern ins Leere führen. Ein ggf. vorhandenes Icon  führt zu den Angaben des Kulturdenkmals bei Wikidata.